# Заповідне урочище

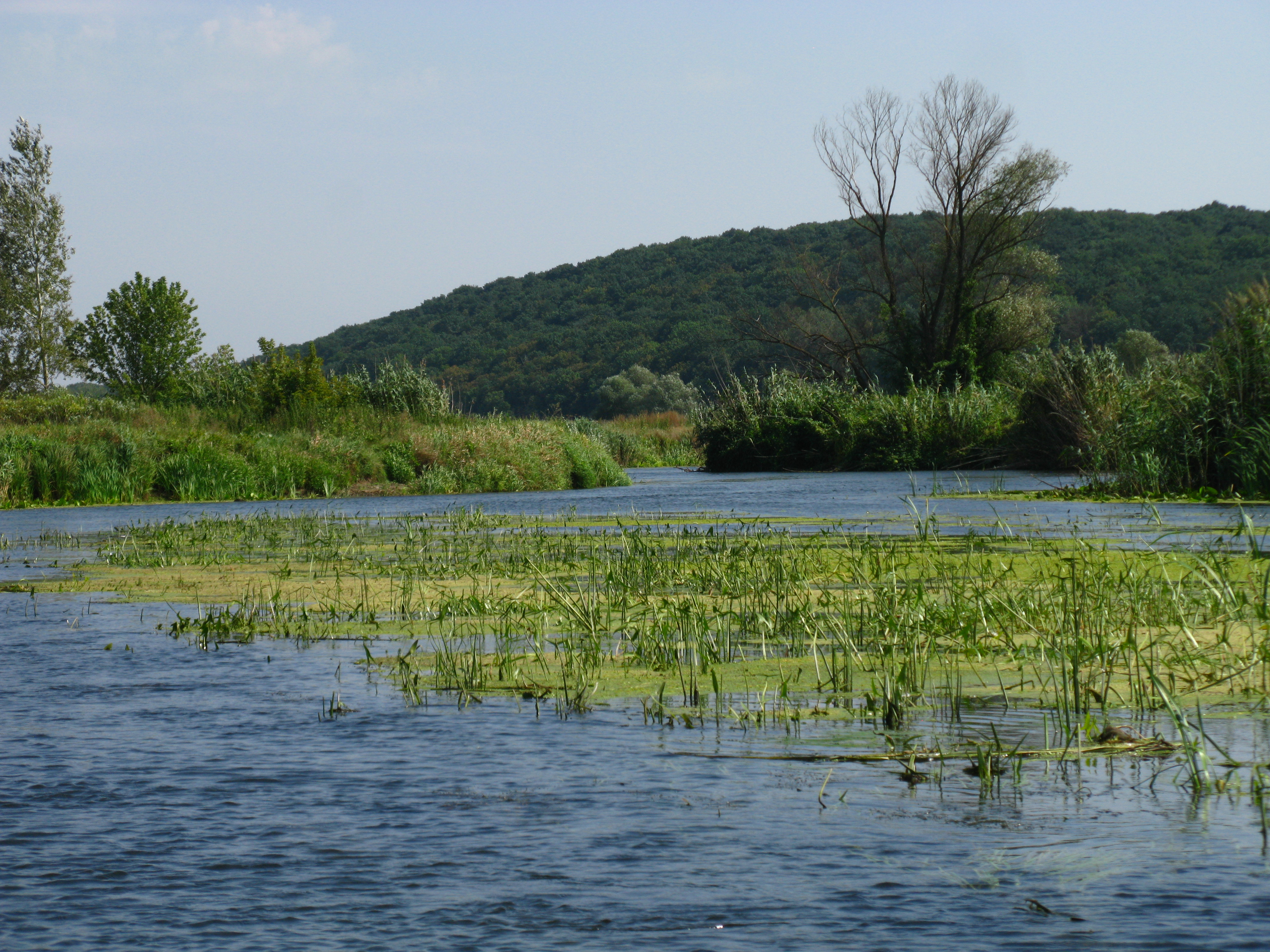
Заповідне урочище Тюндик, Харківська область

Заповідне урочище — один з природних об'єктів та територій природно-заповідного фонду України.

## Створення
Розробка проєктів створення заповідних урочищ забезпечується органами центрального органу виконавчої влади в галузі охорони навколишнього природного середовища на місцях, а на території Автономної Республіки Крим — органом виконавчої влади Автономної Республіки Крим з питань охорони навколишнього природного середовища.

## Статус і завдання заповідних урочищ
Заповідними урочищами оголошуються лісові, степові, болотні та інші відокремлені цілісні ландшафти, що мають важливе наукове, природоохоронне і естетичне значення, з метою збереження їх у природному стані.
Оголошення заповідних урочищ провадиться без вилучення земельних ділянок, водних та інших природних об'єктів у їх власників або користувачів.
Завдання, особливості природоохоронного режиму заповідних урочищ визначаються на основі Закону України від 16.06.1992 № 2456-XII "Про природно-заповідний фонд України безпосередньо в їх первинних облікових документах.

## Основні вимоги щодо режиму заповідних урочищ
На території заповідних урочищ забороняється будь-яка діяльність, що порушує природні процеси, які відбуваються у природних комплексах, включених до їх складу, відповідно до вимог, встановлених для природних заповідників.
Власники або користувачі земельних ділянок, водних та інших природних об'єктів, оголошених заповідними урочищами, беруть на себе зобов'язання і витрати щодо забезпечення режиму їх охорони та збереження. В окремих випадках навколо заповідних урочищ встановлюються охоронні зони.
Територія заповідних урочищ познчається на місцевості межовими охоронними знаками.

## Проблеми охорони заповідних урочищ
Згідно Правил поліпшення якісного складу лісів, затверджених Кабміном України 12 травня 2007 р. № 724 в заповідних урочищах дозволяється проведення суцільних і вибіркових рубок наступних видів: догляду, санітарних, лісовідновних, переформування, реконструкції, ландшафтних. У результаті, в заповідних урочищах, попри строгий заповідний режим, що декларує ст. 30 Закону України «Про природно-заповідний фонд України», відбувається масове вирубування лісу, чим завдається істотний збиток біорізноманітності. Так, в середньому в кожній області України в заповідних урочищах щорічно рубається близько 4400 м3 деревини на площі близько 85 га, а в середньому щорічно по Україні — близько 105 400 м3 деревини на площі близько 2040 га, що становить 2 % усієї площі заповідних урочищ.
У Київській області рубками пройдено кожне третє заповідне урочище, що має ліс. На жаль, у багатьох заповідних урочищах є і інші порушення заповідного режиму — забудова, здобич піску і глини, полювання, масовий відпочинок населення, заїзд автотранспорту та ін.. Наприклад, в заповідному урочищі «Турчино» (Київська обл.) відбувається заїзд машин і відпочинок населення, у заповідному урочищі «Святе» (Чернігівська обл.) незаконно споруджений особняк, в заповідному урочищі «Марьївське» (Миколаївська обл.) була організована незаконне видобування піску, в заповідному урочищі «Радомська дача» (Чернігівська обл.) відбувається незаконне висадження інтродуцентів (ялиці і модрини), у заповідному урочищі «Лівобережжя» (Миколаївська обл.) відбувається незаконний масовий відпочинок населення, в заповідному урочищі «Дубові гряди» (Харківська обл.) зафіксовано незаконне сінокосіння, на Волині масове браконьєрство відмічене в заповідному урочищі «Озеро Тур», в заповідному урочищі «Березина» в Хмельницькій області розрито законсервовану ракетну шахту, в заповідному урочищі «Сарганівський ліс» (Кіровоградська обл.) виявлені незаконні звалища. 

## Форма власності
Заповідні урочища можуть перебувати як і державній власності, так і в інших формах власності, передбачених законодавством України.
У разі зміни форм власності на землю, на якій лежить заповідне урочище, землевласники зобов'язані забезпечувати режим його охорони і збереження з відповідною перереєстрацією охоронного зобов'язання.

## Наукові дослідження
На території заповідних урочищ, де не створені спеціальні наукові підрозділи, дослідження організовуються природними заповідниками, біосферними заповідниками, національними природними парками, ботанічними садами та дендрологічними парками загальнодержавного значення, розташованими у цих регіонах.

## Кількість в Україні
Станом на початок 2014 року до складу природно-заповідного фонду України входило 809 заповідних урочищ загальною площею 95903,79 га. На 2015 р. в Україні налічувалося 811 заповідних урочищ на площі 98 642 га.